# Zeno Vinzenz von Goëss
Zeno Vinzenz von Goëss (26. října 1846 Štýrský Hradec – 14. května 1911 Klagenfurt) byl rakouský šlechtic a politik německé národnosti, v 2. polovině 19. století poslanec Říšské rady, na přelomu 19. a 20. století zemský hejtman Korutan.

## Biografie
Pocházel z rodu Goëssů, studoval práva na univerzitě ve Vídni a původně sloužil jako voják rakouské armády. Měl titul tajného rady a komořího. Později byl aktivní zejména v politice.
Působil jako poslanec Říšské rady (celostátního parlamentu Předlitavska), kam nastoupil v doplňovacích volbách roku 1880 za kurii velkostatkářskou v Korutanech. Slib složil 18. prosince 1880. Mandát obhájil ve volbách do Říšské rady roku 1885. Rezignaci oznámil dopisem 2. června 1888. Ve volebním období 1879–1885 se uvádí jako hrabě Zeno von Goëss, c. k. komoří a statkář, bytem Gradisch.
Patřil mezi ústavověrné poslance. V listopadu 1881 usedl do nově utvořeného poslaneckého klubu Sjednocené levice, do kterého se spojilo několik ústavověrných politických proudů. Jako člen Klubu sjednocené levice se uvádí i po volbách v roce 1885.
Zasedal rovněž coby poslanec Korutanského zemského sněmu a od roku 1897 do roku 1909 zastával post zemského hejtmana (předsedy sněmu a zemské samosprávy) v Korutanech. Jako hejtman podpořil výstavbu zemské nemocnice a domu umění v Klagenfurtu. Četné korutanské obce mu udělily čestné občanství. Po odchodu z hejtmanského postu se stáhl z veřejného a politického dění.
Neoženil se. Zemřel v květnu 1911.
Jeho bratrem byl vysoký státní úředník (mj. místodržící v Terstu) Leopold Goëss.